# Diagrama de Ramachandran

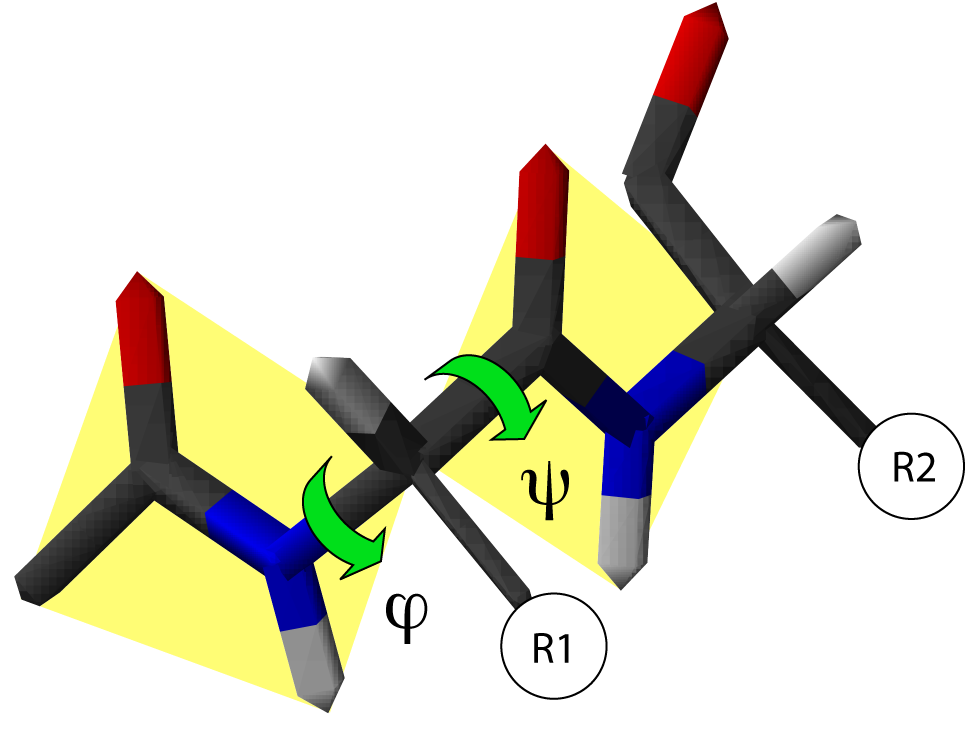
Un enllaç peptídic té dos graus de llibertat: els angles diedres anomenats φ y ψ per Ramachandran.

Un diagrama de Ramachandran (o gràfic de Ramachandran o gràfic [φ,ψ]), desenvolupat el 1963 per G. N. Ramachandran, C. Ramakrishnan i V. Sasisekharan, és una forma de visualitzar totes les combinacions possibles dels angles dièdrics φ contra ψ entre aminoàcids d'un polipèptid i que contribueixen al plegament de la proteïna.